# 硫酸锌
硫酸锌（化学式：ZnSO4）是最重要的锌盐之一，为无色斜方晶体或白色粉末，其七水合物（ZnSO4·7H2O）俗称皓矾，是一种天然矿物。

## 性质
硫酸锌是无色或白色斜方晶体或粉末，易溶于水，水溶液呈酸性，溶于甘油，但不溶於乙醇。纯硫酸锌在空气中久贮时不会变黄，置于干燥空气中会风化失水生成白色粉末。它有多种水合物：在0－39℃范围内与水相平衡的稳定水合物为 ZnSO4·7H2O，39－60℃内为 ZnSO4·6H2O，60－100℃内则为 ZnSO4·H2O。当加热到250℃时各种水合物完全失去结晶水，680℃时分解为硫酸氧锌 Zn3O(SO4)2，750℃以上进一步分解，最后在930℃左右分解为氧化锌。
ZnSO4·7H2O 与 MSO4·7H2O（M = Mg, Fe, Mn, Co, Ni） 在一定范围内形成混合晶体。

## 制取
锌或氧化锌溶于硫酸时便生成硫酸锌：
{\displaystyle {\rm {\ Zn+H_{2}SO_{4}\rightarrow ZnSO_{4}+H_{2}}}}
在空气中焙烧硫化锌（闪锌矿）也可制得粗硫酸锌：
{\displaystyle {\rm {\ ZnS+2O_{2}\rightarrow ZnSO_{4}}}}
锌与不活泼金属硫酸盐（如硫酸铜）溶液发生置换反应也可以生成硫酸锌：
{\displaystyle {\rm {\ Zn+CuSO_{4}\rightarrow ZnSO_{4}+Cu}}}

## 用途
硫酸锌主要用作制取颜料立德粉和其他锌化合物的原料，也用作动物缺锌时的营养料、饲料添加剂、农作物的锌肥（微量元素肥料）、电解生产金属锌时的电解液、纺织工业中的媒染剂、医药催吐剂、收敛剂、杀真菌剂、木材和皮革防腐剂等。

## 使用注意事项

### 危险性概述
健康危害： 该品对眼有中等度刺激性，对皮肤无刺激性。误服可引起恶心、呕吐、腹痛、腹泻等急性胃肠炎症状，严重时发生脱水、休克，甚至可致死亡。
环境危害： 对环境有危害，对水体可造成污染。
燃爆危险： 该品不燃，具刺激性

### 急救措施
皮肤接触： 脱去污染的衣着，用流动清水冲洗。
眼睛接触： 提起眼睑，用流动清水或生理盐水冲洗；就医。
吸入： 迅速脱离现场至空气新鲜处。保持呼吸道通畅。如呼吸困难，给输氧。如呼吸停止，立即进行人工呼吸；就医。 
食入： 用水漱口，给饮牛奶或蛋清。或就医。